# Arthur John Knott
Arthur John Knott, britanski general, * 1903, † 1977.